# Coupe du pays de Galles féminine de football
La Coupe du pays de Galles féminine de football (Challenge Cup) est une compétition de football féminin.

## La compétition
Il y a un 1er et un 2e tour suivi des quarts de finale, des demi-finales et de la finale. Toutes les rencontres se jouent en une manche.

## Palmarès
- 1992–1993 : Pilkington
- 1993–1994 : Pilkington
- 1994–1995 : Inter Cardiff
- 1995–1996 : Newport Strikers
- 1996–1997 : Bangor City Girls
- 1997–1998 : Barry Town Ladies
- 1998–1999 : Barry Town Ladies
- 1999–2000 : Barry Town Ladies
- 2000–2001 : Bangor City Girls
- 2001–2002 : Bangor City Girls
- 2002–2003 : Cardiff City LFC
- 2003–2004 : Cardiff City LFC
- 2004–2005 : Cardiff City LFC
- 2005–2006 : Cardiff City LFC
- 2006–2007 : Cardiff City LFC
- 2007–2008 : Cardiff City LFC
- 2008–2009 : Cardiff City LFC
- 2009–2010 : Cardiff City LFC
- 2010–2011 : Swansea City LFC
- 2011-2012 : Cardiff City LFC
- 2012-2013 : Cardiff City LFC
- 2013–2014 : Cardiff Metropolitan LAFC
- 2014–2015 : Swansea City LFC
- 2015-2016 : Cardiff City FC
- 2016-2017 : Cardiff Metropolitan LAFC
- 2017-2018 : Swansea City LFC
- 2018-2019 : Cardiff Met Women
- 2019-2020 : Compétition annulée en raison de la pandémie de Covid-19[1]
- 2020-2021 : Compétition annulée en raison de la pandémie de Covid-19[2]
- 2021-2022 : Cardiff City FC
- 2022-2023 : Cardiff City FC
- 2023-2024 : Cardiff City FC

## Bilan par clubs
- 11 victoires : Cardiff City LFC
- 4 victoires : Cardiff City FC
- 3 victoires : Bangor City Girls, Barry Town Ladies
- 2 victoires : Cardiff Metropolitan LAFC, Pilkington, Swansea City LFC
- 1 victoire : Newport Strikers